# 松毬海百合
松毬海百合（學名：Cupressocrinites）是一屬已滅絕的海百合，其化石分布於亞洲、澳大利亞、歐洲、摩洛哥及北美等地。這種強壯的海百合具有圓柱形的柄和圓錐狀的萼，萼由兩圈相互交替的十塊大骨板組成。腕有五支，短小且無分叉，呈三角形，組合成短小尖頭的冠頂。其結實的身體結構可能和其所處環境惡劣、海流湍急有關。本屬的祖先及親緣關係尚不清楚。